# Nadia Aprile
Nadia Aprile (Torino, 17 novembre 1962) è una politica italiana.

## Biografia
Nata a Torino da genitori salentini, laureata in economia e commercio, svolge la professione di commercialista. Abita a Taviano, provincia di Lecce.

### Attività politica
Alle elezioni politiche del 2018 è eletta deputata del Movimento 5 Stelle nella circoscrizione Puglia. È membro dal 2018 della VI Commissione Finanze.
Il 21 gennaio 2020, sotto procedimento disciplinare per i mancati rimborsi,  lascia il Movimento 5 Stelle (ma sarà ugualmente espulsa dal partito dieci giorni più tardi),  e passa al Gruppo misto.